# شهرستان رابرتس (تگزاس)

موقعیت شهرستان در ایالت تگزاس

رابرتس یکی از شهرستان‌های ایالت تگزاس است.
این شهرستان در شمال این ایالت است. در سال ۱۸۸۶ بنیاد نهاده شد و در سال ۱۸۸۹ به‌عنوان شهرستان رسمیت یافت.
جمعیت این شهرستان در سال ۲۰۱۰ میلادی ۹۲۹ نفر بود.